# Швець Олександр Олексійович

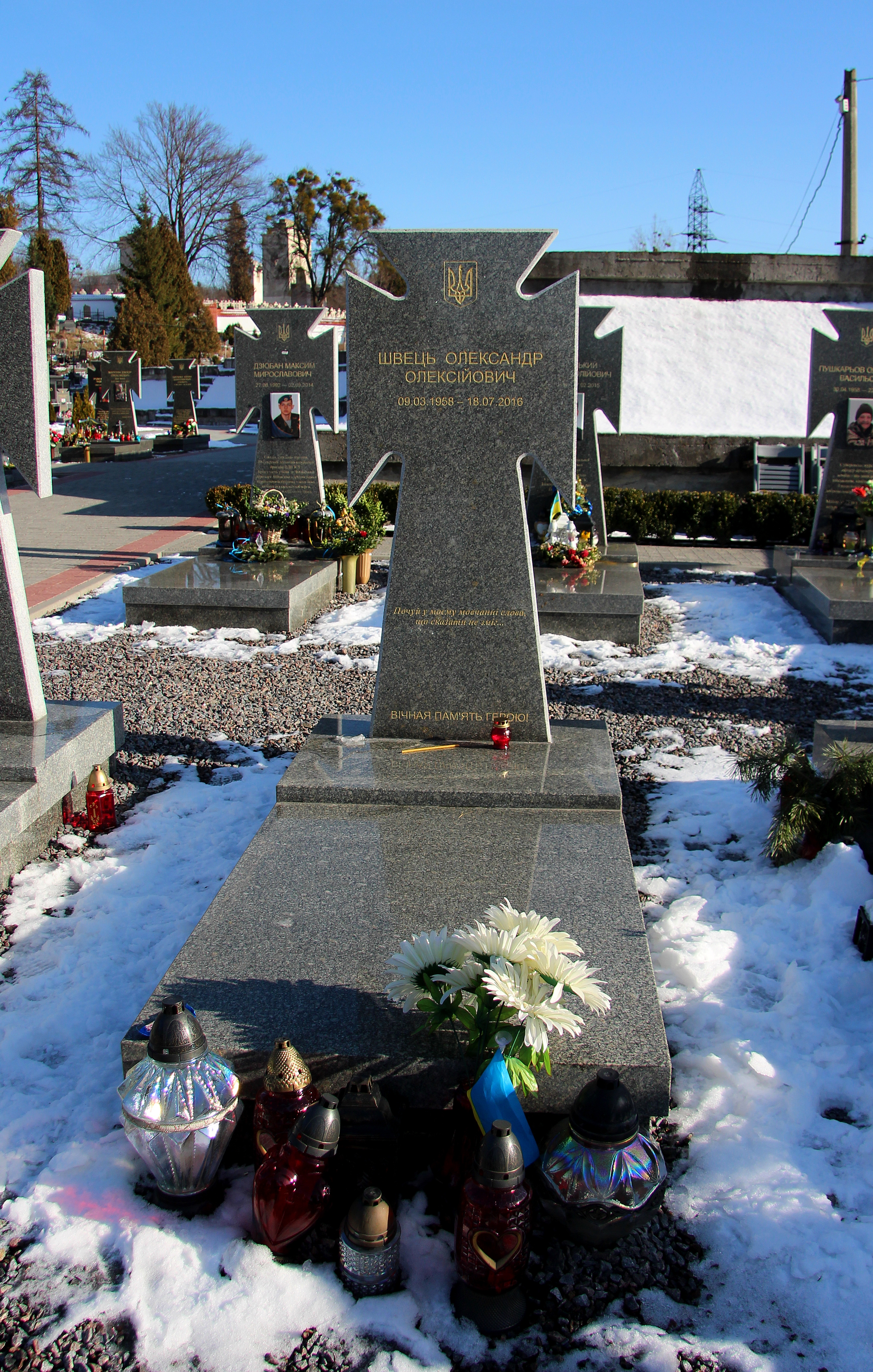

Олекса́ндр Олексі́йович Шве́ць (9 березня 1958 — 18 липня 2016) — капітан Збройних сил України, учасник російсько-української війни.

## Життєпис
Народився 1958 року в місті Миколаїв (Львівська область). Закінчив середню школу, по тому — юридичний факультет Львівського державного університету імені Івана Франка.
Мешкав у місті Золочів, працював юрисконсультом. Від 1993 року займався адвокатською практикою.
Перебував взимку 2013—2014 років на Майдані Незалежності, був активним учасником Революції Гідності.
2015 року добровольцем мобілізований до лав Збройних Сил України; капітан, служив командиром мінометної батареї 1-го механізованого батальйону, 53-тя окрема механізована бригада. З 2015 року брав участь в боях на сході України, псевдо «Литовець».
18 липня 2016 року вранці внаслідок мінометного обстрілу позицій бригади між Зайцевим та Майорськом під Горлівкою загинули 4 військовослужбовці — Олександр Швець, молодший лейтенант Володимир Вовченко, старший сержант Олег Грабчак, солдат Микола Літовко, ще 3 зазнали поранень.
Відбулося прощання у Золочеві, 22 липня 2016-го похований на Личаківському кладовищі у Львові, Поле почесних поховань № 76.
Без Олександра лишилися дружина, троє дорослих дітей. 

## Нагороди та вшанування
- указом Президента України № 476/2016 від 27 жовтня 2016 року «за особисту мужність і високий професіоналізм, виявлені у захисті державного суверенітету та територіальної цілісності України, вірність військовій присязі» — нагороджений орденом Богдана Хмельницького III ступеня (посмертно)[1].